# 小行星6133
小行星6133（英語：6133）是一颗围绕太阳公转的小行星。1990年9月14日，亨利·E·霍爾特在帕洛马山发现了此天体。
这颗小行星的绝对星等为66.90800052196523等。